# 感染家族
『感染家族』（原題：기묘한 가족、英題：The Odd Family: Zombie On Sale）は、2019年の韓国のゾンビコメディ映画。
イ・ミンジェが監督を務め、チョン・ジェヨンやキム・ナムギル、オム・ジウォン、イ・スギョン、チョン・ガラム、パク・イナンが出演した。
原題の「기묘한 가족」は、「奇妙な家族」 (Strange Family) を意味する。

## あらすじ
年老いた父親がゾンビに噛まれ、パク一家の生活が一変してしまう。

## キャスト
- ジュンゴル - チョン・ジェヨン
- ミンゴル - キム・ナムギル
- ナムジュ - オム・ジウォン
- ヘゴル - イ・スギョン（朝鮮語版）
- チョンビ - チョン・ガラム
- マンドク - パク・イナン
- Chief Oh - シン・ジョングン（朝鮮語版）
- Constable Choi - オ・ウィシク
- Constable Park - チョン・ベス（朝鮮語版）
- Elderly man - キム・ギチョン
- Choon-sam - ク・ボヌン

## 製作
2017年10月13日に主要撮影を開始し、2018年1月21日に終了した。

## 評価
Rotten Tomatoesでは、28人の批評家によるレビューで89%の支持率を獲得し、平均評価は7.2/10となっている。同サイトの批評家のコンセンサスは、「イ・ミンジェ監督の幸先の良い長編デビュー作である『感染家族』は、予測可能なジャンルの定型的な表現に軽快かつ驚くほど痛快な捻りを加えている」と評している。